# Bradin Hagens
Bradin Hagens (né le 12 mai 1989 à Modesto, Californie, États-Unis) est un lanceur droitier qui a joué dans la Ligue majeure de baseball en 2014 pour les Diamondbacks de l'Arizona.

## Carrière
Joueur au Collège Merced, un collège communautaire de Merced en Californie, Bradin Hagens est repêché à deux reprises : d'abord par les Royals de Kansas City au 37e tour de sélection en 2008, puis par les Diamondbacks de l'Arizona en 6e ronde en 2009. Il signe son premier contrat professionnel avec ces derniers et fait ses débuts dans le baseball majeur avec eux par une présence comme lanceur de relève qui se solde par une défaite aux mains des Marlins de Miami le 14 août 2014.
Les Diamondbacks vendent son contrat aux Rays de Tampa Bay le 5 avril 2015.